# پارک ملی نیجوم دویپ
پارک ملی نیجوم دویپ (به لاتین: Nijhum Dwip National Park) یک پارک ملی در بنگلادش است که در Noakhali District, Chittagong Division, Bangladesh واقع شده‌است.